# MOVIS

MOVIS je glasilo Hrvatskih katoličkih misija u Švicarskoj. Izlazi četiri puta godišnje u 15 000 primjeraka.

## Vanjske poveznice
- Arhivirana inačica izvorne stranice od 21. ožujka 2012. (Wayback Machine) Službena stranica www.kroaten-missionen.ch

| Portal:Kršćanstvo | Portal: Kršćanstvo |